# 野澤登真

野澤 登真（のざわ とうま、2002年6月20日 - ）は、日本のプロバスケットボール選手。愛知県出身。ポジションはシューティングガード。B3リーグ・しながわシティ所属。

## 来歴

### プロ入りまで
愛知県出身。
豊川市立赤坂小学校では、小坂井スパーク（ミニバス）に所属していた。
豊川市立西部中学校では、キャプテンを務め、地区大会4試合で18本の3Pを決めて県大会出場を果たした。
中学校2年生時に三遠ネオフェニックスU15CAPとしてオーストラリア遠征を経験した
また、クラブチームであるESTRELLA（エストレージャ）では、中学校3年生時に県大会ベスト8となった。
桜丘高等学校の1年次はベンチ外ながらも2級上の富永啓生を中心にウインターカップ3位となった。
2年次はシックスマンとして、インターハイ出場、WCベスト8となった。
3年次はチームキャプテンとして、bjカップ優勝、また優秀選手賞を受賞した。WC2回戦にて洛南に最後に自身が放ったコーナー3が外れ、2点差で惜敗した。
白鴎大学では1年次インカレ優勝、2年次インカレ準優勝、3年次インカレ優勝。4年次にしながわシティと特別指定選手契約を締結した。3級上には角田太輝（佐賀バルーナーズ）とブラ・ブサナ・グロリダ（東京ユナイテッド）と小室昂大（青森ワッツ）と松下裕汰（レバンガ北海道）、2級上には関屋心（岩手ビッグブルズ）と末廣力久（山口パッツファイブ）と東海林奨（青森ワッツ）と杉山裕介（横浜エクセレンス）とミサカボ・ベニ（さいたまブロンコス）、1級上には市川真人（広島ドラゴンフライズ）と嘉数啓希（元金沢武士団）と脇真大（琉球ゴールデンキングス）、同級に根本大（三遠ネオフェニックス）とポーグ健（新潟アルビレックスBB）、1級下には佐藤涼成（横浜ビー・コルセアーズ）、2級下には内藤晴樹（秋田ノーザンハピネッツ）がいる。

### しながわシティ時代（2024-）
2024-25シーズン。
特別指定選手としてしながわシティに入団し、Bリーグデビューとなる。2024年10月17日の金沢武士団戦で初出場、翌18日に初得点を決めた。
現在はしながわシティに所属している。

## 個人成績
| シーズン   | チーム | GP | GS | MPG  | FG%   | 3P%   | FT%  | RPG  | APG  | SPG  | BPG  | TO   | PPG  |
| ---------- | ------ | -- | -- | ---- | ----- | ----- | ---- | ---- | ---- | ---- | ---- | ---- | ---- |
| B3 2024-25 | 品川   | 3  | 0  | 3.00 | 16.7% | 20.0% | 0.0% | 0.33 | 0.00 | 0.00 | 0.00 | 0.00 | 1.00 |

## 人物

### プレイスタイル
3Pシュートを武器としている。

### 趣味
ギターを弾くこと、歌うこと、本を読むこと

### その他
高校生の時に英検2級を取得
バスケを始めたきっかけは家族の影響
憧れの選手は元三遠ネオフェニックスの岡田慎吾選手とクレイ・トンプソン選手。